# Klíšťák holubí
Klíšťák holubí (Argas reflexus) je jedním ze zástupců podřádu Metastigmata, čeledi klíšťákovití (Argasidae). Jedná se o ektoparazita živícího se krví obratlovců, převážně ptáků, ale možným hostitelem je i člověk.

## Čeleď klíšťákovití
V anglicky mluvících zemích jsou známy jako „soft ticks“, neboli „měkká klíšťata“. Tento název vznikl díky absenci hřbetního štítku zvaného scutum, který u klíštěte obecného můžeme pozorovat pouhým okem. Celé tělo pokrývá měkký kožovitý tělní pokryv zvaný intergument. Na spodní straně plochého těla nalezneme 4 páry článkovaných nohou, zakončených dvěma drápky, sloužícími k lezení a udržení na hostiteli. Gnathosoma, neboli část těla nesoucí u roztočů chelicery a makadla, je zcela z vrchní strany zakryta tělem (idiosomou). I když se jedná o zástupce z kmene členovců, nemá článkované tělo. Na hřbetní straně tarsu prvního páru končetin se nachází Hallerův orgán (typický pro řád Klíšťatovci), který klíšťákům zastupuje smyslovou funkci v podobě rozpoznávání koncentrace oxidu uhličitého a sledování zachycení zdrojů tepla v okolí.

## Způsob života
Klíšťák holubí parazituje převážně na ptácích v mírném a subtropickém pásu. Jeho životní cyklus je pomalejší než u jiných druhů z čeledi Argasidae, ale díky přizpůsobení na nižší teploty může růst a množit se i při teplotách kolem 15 °C, což mu dává nespornou výhodu zejména ve mírném pásu, kde se může rozmnožovat více než polovinu roku. I když se v malé míře vyskytuje i ve volné přírodě a to zejména v jižní Evropě a v severních částech Afriky, jeho největší výskyt je vázán na člověka, zejména ve starších městských částech a to dokonce i ve městech střední a severní Evropy. Celý jeho životní cyklus se odehrává v hnízdech svého hostitele, kterým nemusí být jen holub domácí, ale i kavky či vlaštovky. Jedná se o gonochoristy. Samička naklade kolem 50 vajíček, ze kterých se přibližně po šesti týdnech líhnou šestinohé larvy. Ty procházejí až 11 vývojovými stadii (běžně jsou to 3-4 stadia), než se z nich stane dospělec schopný reprodukce. Tento vývoj trvá přibližně tři roky. Za vhodných podmínek (teplota na 15 °C, stálý přístup k hostiteli atd.) je klíšťák schopný se dožít až 10 let. Na rozdíl od klíštěte, se klíšťák holubí přisává na svou oběť na dobu v řádu desítek minut, za které dokáže přijmout až 50mg krve, a poté hostitele opouští. Larválním stádiím, které také parazitují, sání trvá až několik hodin. Děje se tak především v noci, kdy pták spí ve svém hnízdě. V době, kdy není možnost se přisát k hostiteli, vydrží klíšťák holubí hladovět a vytrvale čekat.

## Morfologie
Velikost dospělce je kolem 6 milimetrů. Je pozorovatelný pohlavní dimorfismus, protože samička je výrazně větší (cca 8 mm) než sameček (5 mm). Povrch intergumentu je světle hnědý a šedivý, kožovitý a na dotek vláčný. To klíšťákovi zajišťuje plastičnost při sání. Po nasátí je intergument napnutý, průsvitný a tím pádem nápadně tmavě červený. Na rozdíl od klíšťat sají v dospělosti obě pohlaví.

## Klíšťák a člověk
Existuje reálná možnost, že si klíšťák vybere za hostitele člověka. Děje se tak především tam, kde je možné přijít do styku s holubem domácím. Jedná se tedy především o půdní prostory nebo podkrovní byty ve starých domech. Dalším možným místem setkání jsou balkóny ihned pod podbitím nebo špatně uklízené lodžie, na jejichž zábradlích si ptáci často sedají. Klíšťák v noci vylézá z hnízda a vyhledá spícího člověka.[zdroj?] Na místě, kde se přisál, může vzniknout podlitina (hematom) velikosti mince, která je nejdříve světle červená, ale později se zbarvuje do fialovo-modra, ale na rozdíl od klasické modřiny mizí až za několik týdnů.

## Onemocnění přenášená klíšťáky

### Na člověka
Žádný z klíšťáků na území ČR naštěstí nepřenáší žádná onemocnění. To ale neznamená, že by se mu například jedinci se silnými alergiemi neměli vyhýbat. Je možná intoxikace organismu toxiny, produkovanými slinnými žlázami, při mnohonásobném napadení klíšťákem holubím. Ta se projevuje horečkami, bolestmi hlavy, zvracením a nejnápadněji velkým počtem podlitin v místech sání, nemluvě o dalších anafylaktických reakcích.

### Na ptáky
I když nebyl prokázán přenos onemocnění klíšťákem holubím na člověka, stává se klíšťák běžným přenašečem (vektorem) mezi ptáky. V některých částech Afriky je nebezpečný Ornithodoros moubata, který je přenašečem africké návratné horečky. Méně nebezpečným je Argas persicus, který napadá jedince v ptačích chovech. Byly zaznamenány výjimečné případy, kdy klíšťák byl přenašečem některých arbovirů.

## Likvidace
Nejdůležitějším faktorem při odstraňování klíšťáků z půdních prostor je nejprve odstranit všechna ptačí hnízda, zaslepit otvory, kudy ptáci mohou přilétat, a také skuliny, kterými se roztoči dostávají z půdních prostor do bytů. Poté následuje postřik nebo fumigace.